# Liste der Monuments historiques in Tronget
Die Liste der Monuments historiques in Tronget führt die Monuments historiques in der französischen Gemeinde Tronget auf.

## Liste der Bauwerke
| Bezeichnung       | Beschreibung              | Standort | Kennzeichnung | Schutzstatus | Datum | Bild           |
| ----------------- | ------------------------- | -------- | ------------- | ------------ | ----- | -------------- |
| Kirche St-Maurice | Erbaut im 12. Jahrhundert | (Lage)   | PA00093324    | Classé       | 1942  | weitere Bilder |

## Liste der Objekte
| Bezeichnung                                  | Beschreibung | Standort                  | Kennzeichnung | Schutzstatus | Datum | Bild           |
| -------------------------------------------- | ------------ | ------------------------- | ------------- | ------------ | ----- | -------------- |
| Denkmal für den Unternehmer François Mercier |              | Place de la mairie (Lage) | PM03001710    | Inscrit      | 2002  | weitere Bilder |